# Unificação da Rússia
Unificação da Rússia (em russo:  Объединение Руси) ou reunião das terras russas (em russo:  собирание русских земель) (na historiografia do século XIX "reunificação da terra russa"; em russo: собирание Русской земли) foi um processo de reintegração de Principados russos fragmentados em torno de novos centros políticos que começaram no século XIV. A absorção de alguns principados por outros foi realizada de diversas formas - por meio de herança, por compra, com base em um jarlique (gramota do Cã) obtido na Horda, e através de conquistas.
Os processos de unificação começaram nos séculos XIII-XIII, logo após o surgimento de principados independentes, mas foram interrompidos pela invasão mongol (1237-1241).
No nordeste da Rússia, este processo foi liderado pelo Grão-Ducado de Moscou, que saiu vitorioso em uma competição feroz com o Grão-Ducado de Tuéria e outros principados vizinhos e tornou-se a base do Estado Russo centralizado. Na Rússia Ocidental, a reunião de terras russas foi realizada pelo Grão-Ducado da Lituânia. Em menor escala, outros grandes principados também estavam envolvidos na expansão de suas posses às custas de seus vizinhos: Riazã, Esmolensco, Briansk, Tuéria, mas todos eles eventualmente perderam sua independência e se tornaram parte dos Grandes Principados Moscovita ou Lituano, entre os quais uma fronteira comum surgiu na virada dos séculos XIV/XV.
No final do século XV, com a libertação do jugo mongol-tártaro e a anexação da República de Novogárdia, o status do Grão-Ducado de Moscou aumentou dramaticamente, e sua luta com o Grão-Ducado da Lituânia se intensificou, expressa em uma longa série de Guerras russo-lituanas e, após a formação da República Polaco-Lituana, Guerras russo-polonesas. Desde então, a luta pela herança da Rússia Antiga foi entendida pelos Príncipes de Moscou como um programa político oficial. A anexação das Terras russas ocidentais ao Império Russo no final do século XVIII sob o slogan "Devolução dos expropriados", bem como a anexação a curto prazo da Rússia Galiciana durante a Primeira Guerra Mundial, foram percebidas na Rússia como uma continuação lógica e conclusão do processo de unificação da Rússia.

## Período pré-mongol

Principados russos em 1237 na véspera da invasão mongol.

No início do século XIII, a Rússia consistia em meia dúzia de principados, ou "terras", de acordo com a terminologia das crônicas, na maioria dos quais estava em andamento um intenso processo de criação de principados de apanágio menores. Ao mesmo tempo, as próprias terras ainda preservavam a estabilidade territorial e, entre elas, havia vários centros potenciais de unificação.
Kiev continuou a ser a capital nominal da Rússia. O principado de Kiev era considerado como uma posse comum da família principesca,e todos os principais ramos do Rurikoviche tinham o direito de receber tronos nele (a chamada "comunhão"). Uma situação semelhante era característica de Novgorod, que também não possuía sua própria dinastia e convidava príncipes de várias terras, limitando assim seriamente seus direitos. A presença de vários tronos "pan-russos" era um importante fator unificador, já que a luta por eles envolvia os interesses de todas as terras russas.
Na maioria das vezes, os representantes dos Rostislaviches de Smolensk e dos Olgoviches de Chernigov ocupavam o trono de Kiev. Assim, o representante principal de uma linhagem passava para Kiev, deixando Smolensk ou Chernigov para o segundo em antiguidade. Eles também possuíam esporadicamente Novgorod, Galícia e Pereiaslavl, mas isso não levou à formação de novas formas de Estado. O principado de Kiev, a partir de meados do século XII (após o reinado de Iziaslav Mstislaviche), deixou de ser um reduto para a influência pan-russa dos príncipes que conduziam uma política mais ampla. Paralelamente, surgiram novos centros: no nordeste da Rússia - Vladimir, tornando-se a capital das terras de Rostov-Suzdal (desde 1157), e no sudoeste - Galícia, tornando-se a capital das terras de Peremishlski-Terebovlski (desde 1140). Os príncipes dessas terras alcançaram alta concentração territorial interna e começaram a influenciar a ocupação do trono de Kiev por outros príncipes, sem reivindicá-lo pessoalmente. Em meados de 1170, no principado de Vladimir-Suzdal, o poder grão-ducal, com o apoio da nobreza emergente e das cidades artesanais, conquistou uma vitória sobre os boiardos. Mudanças semelhantes ocorreram em Galícia durante a guerra de 1205-1245. Assim, o principado da Galícia foi unido a Volínia em 1199. No principado da Galícia-Volínia, houve uma liquidação de principados de apanágio, com a concessão de terras aos príncipes com direitos de servos principescos.

## Invasão mongol e suas consequências
O curso natural da centralização foi deformado pela invasão mongol (1237-1240), após a qual todos os principados russos se viram sob o poder supremo da Horda Dourada. A unificação posterior das terras russas passou por difíceis condições políticas externas e foi ditada, antes de tudo, por pré-condições políticas. Todos os principais príncipes russos foram convocados pela Horda e reconheceram o poder dos mongóis. Em 1243, o príncipe de Vladimir, Jaroslau Vsevolodoviche, recebeu um jarlik de Batu Cã para toda a Rússia e enviou seu representante a Kiev. Mas, após a morte de Jaroslau, que foi envenenado em Karakorum, a capital do Império Mongol, em 1246, dois jarliques foram emitidos para seus filhos: André - para o principado de Vladimir, e Alexandre Nevski - para Kiev e Novgorod. Daniel Romanoviche da Galícia continuou sendo o único príncipe forte no sul da Rússia. Em 1250-1253, ele conquistou as terras jatvingianas e a Rússia Negra e, em 1254, o papa lhe concedeu o título de Rei da Rus. Daniel enfrentou a Horda com suas próprias forças e infligiu várias derrotas ao exército mongol, tornando-se o primeiro governante russo que conseguiu expulsar os mongóis e os tártaros de suas terras. No entanto, o principado da Galícia-Volínia não conseguiu se livrar da dependência da Horda.
Na segunda metade do século XIII, as conexões entre as terras, desde os contatos políticos e o comércio até a menção mútua nas crônicas, atingiram o mínimo. A maioria das terras passou por uma grande fragmentação adicional. De acordo com algumas estimativas, o número total de principados chegou a 250. Kiev entrou em declínio. Príncipes provinciais locais governavam a cidade, mas não reivindicavam direito à supremacia de toda a Rússia. Em 1299, o metropolita de Kiev transferiu a residência para Vladimir.
Os principados de Vladimir-Suzdal e Chernigov se dividiram em principados independentes. Assim como Kiev antes, na escala de toda a Rússia, Vladimir e Chernigov deixaram de ser residências de príncipes e se transformaram em tronos principais simbólicos. O principado de Smolensk escapou da fragmentação, mas ficou muito enfraquecido e não tinha recursos humanos para expansão. No principado da Galícia-Volínia, que também escapou da fragmentação, em 1325 a família Romanoviche foi removida do poder, o que marcou o início da guerra pela herança da Galícia-Volínia. O resultado foi a divisão do principado entre o Reino da Polônia (que capturou a Galícia) e o Grão-Ducado da Lituânia (que capturou as terras de Volínia). Assim, todos os antigos jogadores foram retirados da arena, e os novos centros unificadores foram os principados que anteriormente não tinham desempenhado nenhum papel significativo.

## Situação no sudoeste da Rússia

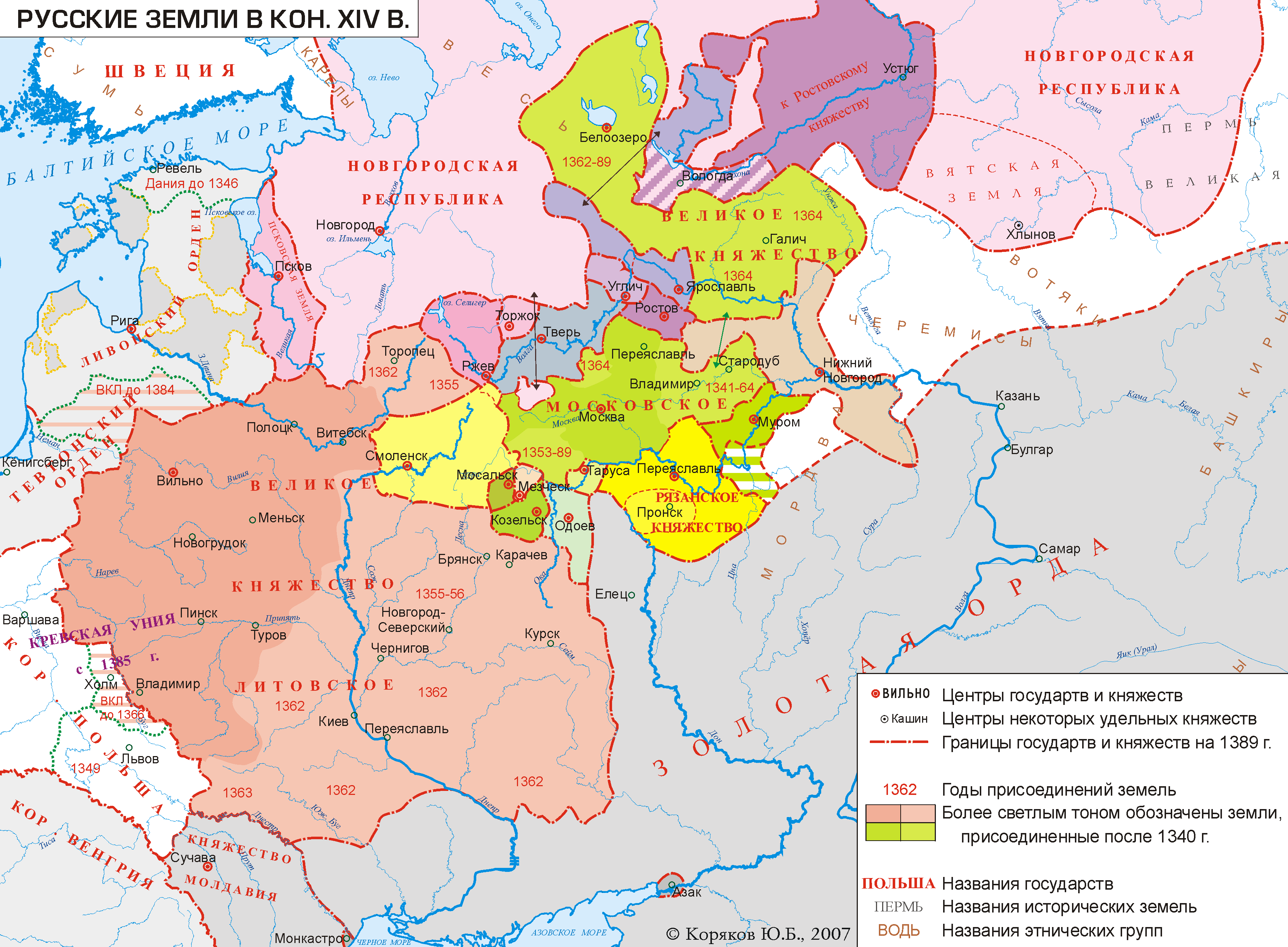
Terras russas no final do séc. XIV

No século XIV, a maior parte das terras russas foi unida em torno de Vilnius, capital do Grande Principado da Lituânia, que surgiu em meados do século XIII. No início do século XIV, em posse dos grão-duques lituanos da família Gediminoviche, por submissão voluntária ou conquistas, estavam os principados de Goroden, Polotsk, Vitebsk e Turov-Pinsk. Assim, o governo único dos Rurikoviches e a unidade dos clãs da Rússia desapareceram. Os lituanos não encontraram oponentes sérios no enfraquecido sul da Rússia. O grão-duque da Lituânia Olgerde Gediminoviche (1345-1377) anexou Briansk (1356) e Kiev (1362), tentou tomar Moscou, mas sem sucesso. Os pagamentos de tributos à Horda cessaram nas terras russas anexadas à Lituânia (com exceção dos pagamentos na década de 1370 em favor do usurpador da Horda, Mamai). O grão-duque Olgerde declarou seu desejo de unir toda a Rússia sob seu domínio e fez muito para eleger seus candidatos para a metrópole de Toda a Rússia.
Em 1384, a luta pelo poder no Grão-Ducado da Lituânia e a presença de inimigos comuns de Moscou e da Lituânia levaram ao Tratado de Moscou-Lituânia, pelo qual Jogaila e seus irmãos reconheceram sua vassalagem a Demétrio Donskoi e declararam sua intenção de serem batizados na Ortodoxia. O tratado foi selado pelo casamento de Jogaila com Sofia, filha de Demétrio Donskoi. O tratado abriu as mais amplas perspectivas para a unificação das terras russas, mas, devido aos esforços das potências vizinhas para impedir tal desenvolvimento, suas disposições não foram implementadas. Jogaila aceitou a oferta da nobreza polonesa de assumir o trono polonês vago por meio do casamento com Jadwiga, de 13 anos, e de abraçar o catolicismo. A União de Creve, em 1385, foi um marco na história da Europa Oriental, dando início a uma aliança polonesa-lituana de quatro séculos e ao desenvolvimento separado da Rus' Ocidental em face do avanço do catolicismo e da cultura da nobreza polonesa.
O Grão-Ducado da Lituânia alcançou seu maior poder durante o reinado do grão-duque Vitautas. Em 1392, os lituanos assumiram o controle da Volínia e, em 1404, conquistaram Smolensk. Em 1408, a fronteira comum entre os principados da Lituânia e de Moscou foi estabelecida no rio Ugra, a menos de 200 km a sudoeste de Moscou. No testamento de Moscou, o príncipe Basílio Dmitrieviche (1423) deu a Vitautas, esposa (filha Vitautas) e filhos, sob sua proteção; testamento semelhante deixou Basílio Vasilieviche, o Negro. Em 1427, Sofia transferiu oficialmente o principado de Moscou para as mãos de Vitautas, que, aproximadamente ao mesmo tempo, celebrou contratos com os príncipes Tver (1427), Riazan (1430) e Pronsk (1430), segundo os quais eles se tornaram seus vassalos.
Em 1449, Moscou e Lituânia assinaram a Paz Eterna, que reconhecia Novgorod como uma zona de influência do grão-duque de Moscou. Já em 1456, um tratado desigual entre Moscou e Novgorod foi concluído e, em 1478, a República de Novgorod foi anexada a Moscou.

## Situação no nordeste da Rússia

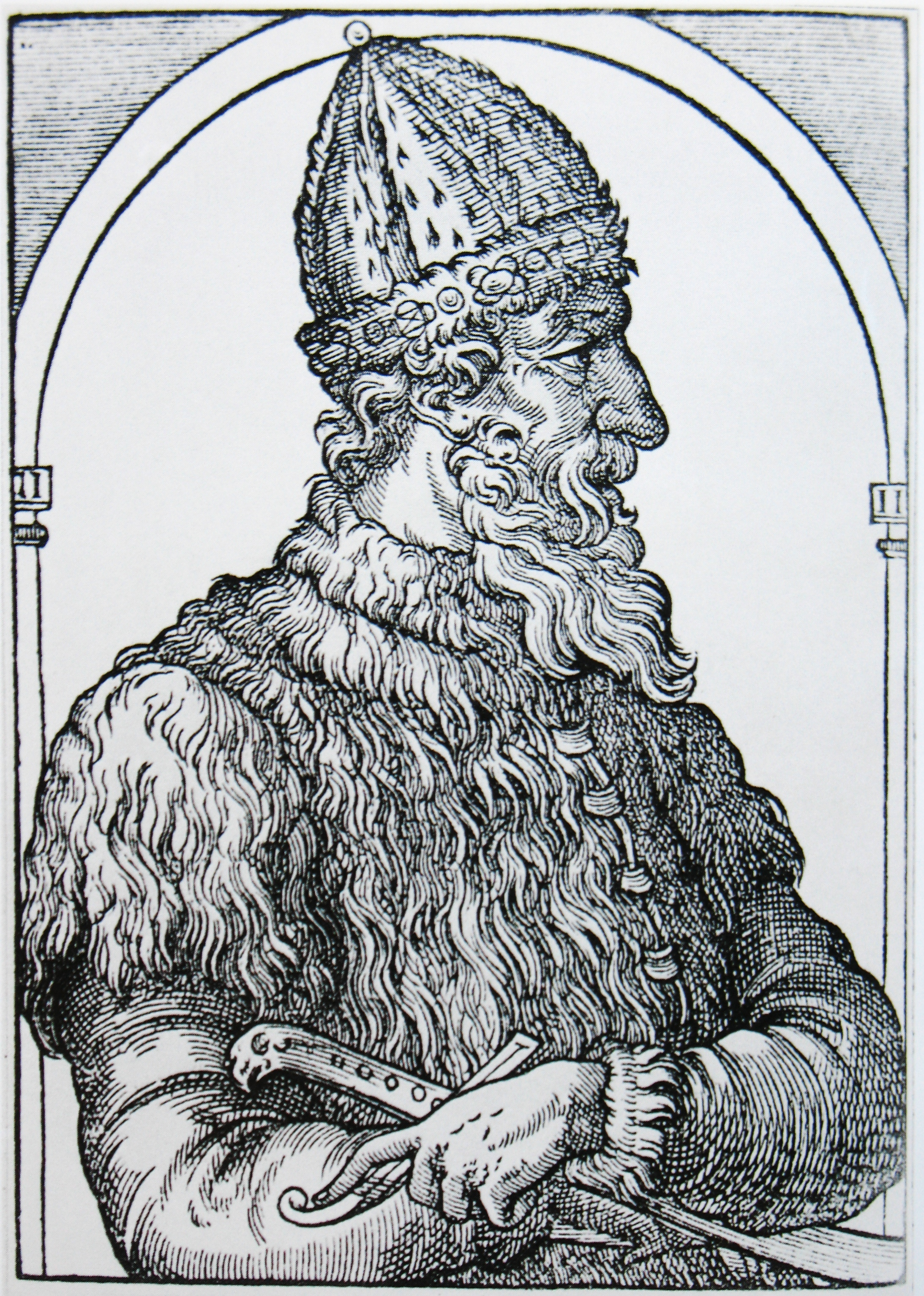
Ivan III, o Grande, criou um Estado russo centralizado

Outra situação era no nordeste da Rússia, onde os Rurikoviches, descendentes de Monômaco, ainda governavam. Lá, dentro dos limites da antiga terra de Vladimir-Suzdal, existiam alguns grandes principados que lutavam entre si pelo controle do trono grão-ducal de Vladimir. Desde o início do século XIV, os grão-duques de Vladimir começaram a ostentar o título com o prefixo "Toda a Rússia", mas seu poder real era limitado apenas ao território das terras de Vladimir e Novgorod. No século XIII, o trono de Vladimir pertencia aos príncipes de Tver, Kostroma, Pereiaslavl e Gorodets; no século XIV, de Tver, Moscou e Suzdal. Na luta pela posse de Vladimir, a vantagem acabou gradualmente ficando do lado do principado de Moscou, o que foi promovido por uma política ativa e perspicaz dos primeiros príncipes de Moscou. Os príncipes de Moscou conquistaram Vladimir, desde Ivan Kalita, e, com poucas exceções, conseguiram mantê-lo com sucesso. Possuindo dois principados ao mesmo tempo, Moscou e Vladimir, eles aumentaram constantemente seus territórios às custas dos principados vizinhos ou de seus volosts separados (as terras fora do nordeste da Rússia geralmente eram unidas diretamente ao principado de Moscou e eram herdadas; as terras dentro do nordeste da Rússia eram unidas ao principado de Vladimir, com a Horda interferindo ativamente na organização deste último, impedindo uma concentração muito grande de territórios em uma só mão). Sob o comando de Demétrio Donskoi, Vladimir tornou-se possessão hereditária de Moscou. De grande importância foi a transferência da residência do metropolita de Vladimir para Moscou, que se tornou o centro espiritual do renascido Estado russo. Igualmente importante para o estabelecimento de Moscou como um centro pan-russo foi a vitória do príncipe de Moscou, Demétrio Donskoi, no campo de Culicovo (1380).
Durante muito tempo, o noroeste da Rússia (Novgorod e Pskov) permaneceu como uma unidade autônoma, manobrando entre os dois centros, embora desde a época de Jaroslau Vsevolodoviche, Novgorod, com raras exceções, estivesse subordinado aos príncipes de Vladimir. Em 1333, o príncipe lituano Narimunto Gediminoviche foi convidado pela primeira vez para ao trono de Novgorod.
A unificação do nordeste da Rússia em um Estado russo centralizado e uniforme chegou ao fim no governo de Ivan III (anexação de Novgorod (1478), Tver (1485), terras de Viatka (1489), principados de Verkhovski,terras de Semei e Severski (1500)) e de Basílio III (liquidação da autonomia formal de Pskov (1510) e Riazan (1521), captura de Smolensk (1514)). Ao mesmo tempo, os últimos principados de apanágio dentro do principado de Moscou estavam sendo liquidados. Ivan III também se tornou o primeiro governante soberano da Rússia, recusando-se a obedecer ao Cã da Horda. Assim como seus antecessores, Demétrio Shemiaka e Basílio II, ele usou o título de Soberano de Toda a Rússia, reivindicando todas as terras russas, inclusive as do Grão-Ducado da Lituânia.

## Rivalidade Moscou-Lituânia

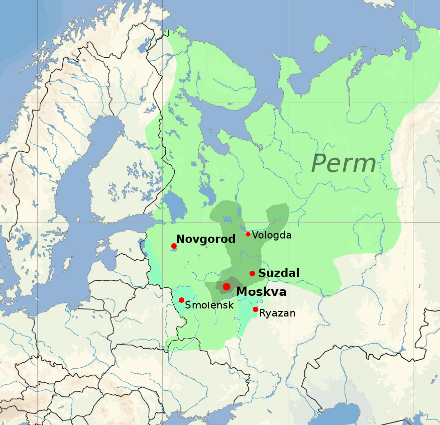
Crescimento do Grão-Ducado de Moscou de 1390 a 1525

O desenvolvimento posterior de Moscou e da Lituânia seguiu rumos diferentes. As diferenças aumentaram entre as terras passaram a fazer parte deles. Sob a influência da Horda, um sistema centralizado de governo com um poder principesco autoritário estava se desenvolvendo no principado de Moscou, e a nobreza estava na posição de servos principescos. O Grão-Ducado da Lituânia, embora preservasse parcialmente as tradições da Rússia de Kiev (o chamado princípio da antiguidade), desenvolveu-se nos moldes da Europa Central, com relações de vassalagem entre a nobreza e o príncipe, autonomia das cidades e algumas instituições democráticas.
Uma série de guerras russo-lituanas no final do século XV e início do século XVI resultou em uma redução acentuada do território do Grão-Ducado da Lituânia em favor de Moscou. Os príncipes de Verkhovski (terras no curso superior do Oka) declararam sua transição do serviço lituano para o serviço de Moscou, juntamente com suas posses, e a guerra de "fronteira" terminou com a vitória de Moscou (1494). Em 1500, os descendentes dos príncipes que foram expulsos do principado de Moscou após a guerra civil no segundo trimestre do século XV e que possuíam as terras de Chernigov-Severski (Basílio Ivanoviche Shemiachiche e Semion Ivanoviche (príncipe de Starodubsk)) passaram para o serviço de Moscou e um terço da área do grande principado lituano passou para o de Moscou como resultado da guerra. Em 1514, os exércitos de Moscou, após várias tentativas, tomaram Smolensk.

## Confronto entre Rússia e Comunidade Polaco-Lituana
A Guerra da Livônia, que começou em 1558 e à qual o Grão-Ducado da Lituânia se juntou em 1561, acabou se tornando um fardo esmagador para o Grão-Ducado. Em 1569, foi forçado a se unir ao Reino da Polônia para formar um Estado comum, conhecido como Comunidade Polonesa-Lituana. Entre outras coisas, o Grão-Ducado da Lituânia foi privado de suas terras do sul da Rússia, que haviam se tornado parte da Polônia. A União de Brest de 1596 levou à divisão da população ortodoxa da Comunidade polonesa-lituana, à luta entre uniatas e ortodoxos e à discriminação estatal contra aqueles que não aceitavam a Unia. No âmbito das polêmicas de ambas as partes, pode-se observar tanto a maior alienação dos uniatas da ideia da unidade pan-russa quanto o fortalecimento do apelo a ela nos círculos das figuras ortodoxas na Rússia Ocidental, que aprofundaram sua base ideológica e seus primórdios.
Em 1654, teve início a guerra russo-polonesa de 1654-1667, na qual a Rússia novamente estabeleceu o objetivo de unir todos os territórios russos em torno de Moscou e a restauração do antigo Estado Russo em suas antigas fronteiras. Como resultado da guerra, a margem esquerda da Ucrânia foi anexada à Rússia. Em 1686, a metrópole de Kiev foi transferida para o patriarcado de Moscou. As terras da margem direita da Ucrânia (sem a Galícia) e a Bielorrússia tornaram-se parte do Império Russo como resultado da segunda partição da Comunidade Polonesa-Lituana em 1793. A anexação dessas terras ocorreu sob o slogan "Devolução dos expropriados", gravado nas ordens.

## Rússia galiciana

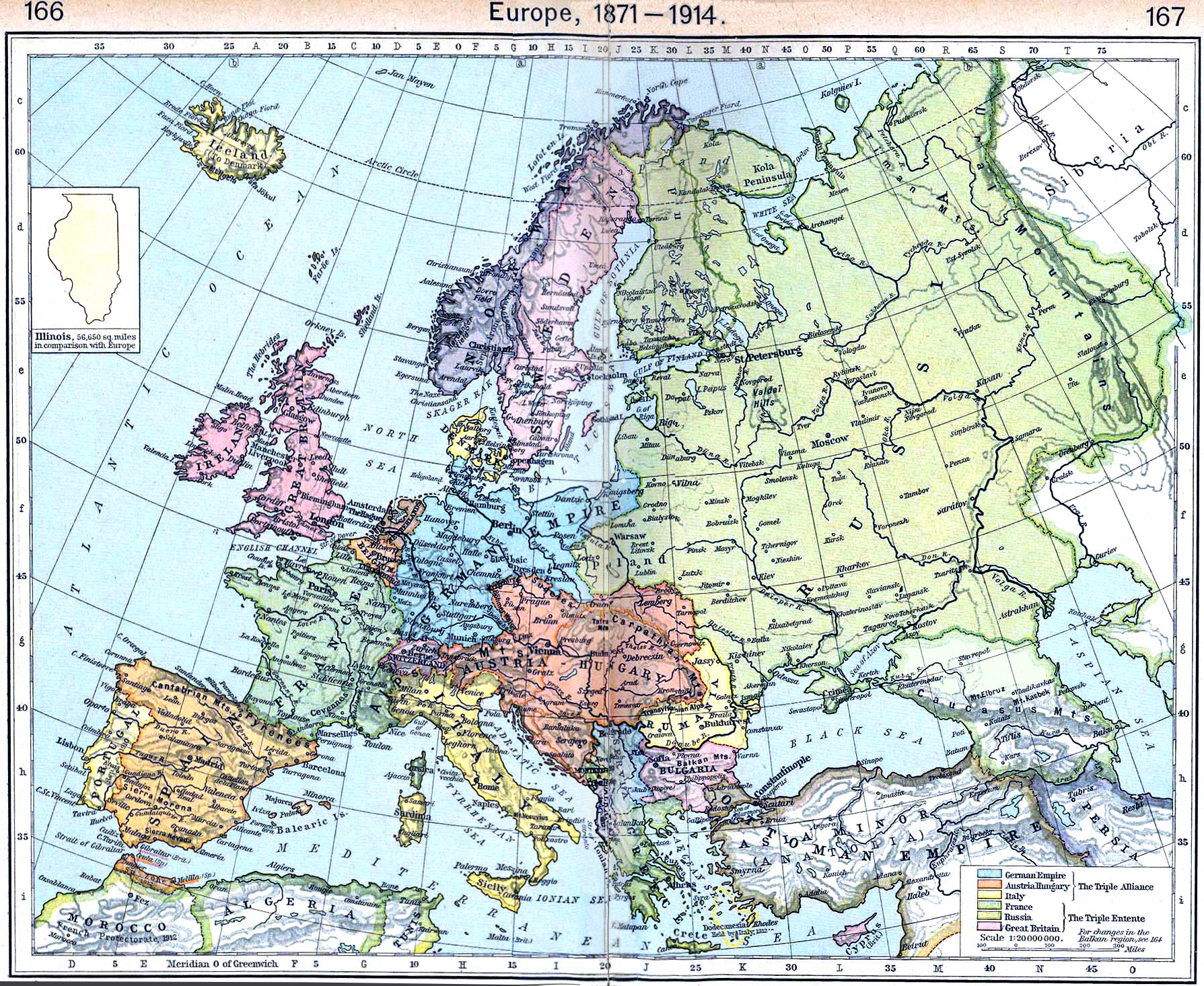
Império Russo no séc. XIX (parte européia)

No século XIX partes da Rússia que não foram incorporadas ao Império Russo foram a Galícia, cedida como resultado da divisão da Comunidade Polonesa-Lituana para a Áustria-Hungria, Bucovina e Transcarpática. O Império Austro-Húngaro recebeu ofertas da Rússia para trocar o reino da Galícia por partes iguais do território polonês, mas elas foram rejeitadas. Nas terras da Galícia, as autoridades austríacas procuraram criar uma comunidade étnica, os rutenos que rejeitaram a ideia de união com os russos. Em reação às medidas repressivas da Áustria e ao domínio dos poloneses em todos os cargos importantes, formou-se na Galícia um movimento russofilo que defendia a unidade cultural com o povo pan-russo. Devido à atitude suspeita das autoridades, o movimento sofreu longos períodos de severa repressão, que se intensificou especialmente às vésperas da Primeira Guerra Mundial. Após a Batalha da Galícia e a ocupação de Lviv pelo Exército russo em 1914, a anexação da Galícia foi percebida pelo público na Rússia como a conclusão do processo secular de unificação da Rússia. Em particular, no discurso do Conselho Nacional da Rússia Galiciana aos representantes do Exército russo, foi dito que "A obra de São Pedro, Metropolita da Galícia e de Moscou, e do Soberano de Moscou, Ivan Kalita, a obra de reunir a Terra russa, continuou com os Rurikoviches e os Romanoves. E somente agora o Soberano reinante, Nicolau Alexandroviche, foi abençoado pelo Senhor para concluir a grande obra de seus ancestrais, a sagrada obra de reunir a Terra russa. Ao acrescentar à Rússia soberana o feudo de São Vladimir, o Grande, as cidades de Cherven, as Rus' de Jaroslau Osmomisl, Romano, Daniel e Leão, Ele finalmente unirá e incorporará a Terra Russa". Em sua resposta, o novo governador-geral da Galícia, o conde George Bobrinski, também expressou a opinião de que "a grande tarefa histórico - a obra de reunir a Terra russa - chegou ao fim. Não há mais a "Rússia sob o jugo'". Uma mensagem semelhante foi enviada aos galicianos pelo comandante-chefe do Exército russo, o grão-duque Nicolau Nikolaieviche.